# Rolf Sperling (Wasserspringer)

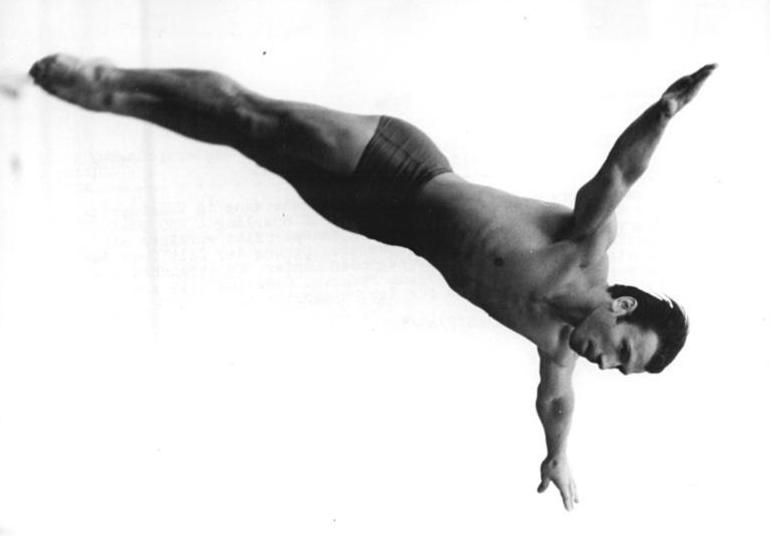
Rolf Sperling bei den DDR Freiluftmeisterschaften 1968

Rolf Sperling (* 25. April 1940 in Halle an der Saale) ist ein ehemaliger deutscher Wasserspringer.

## Karriere
Sperling begann seine Karriere Mitte der 1950er Jahre in Halle an der Saale und dominierte über ein Jahrzehnt das Turmspringen in der DDR.
Von 1958 bis 1965 wurde Sperling für den SC Chemie Halle Serienmeister der DDR im Wasserspringen vom 10-m-Turm. 1967 wechselte er zum Berliner TSC und wurde im gleichen Jahr erneut DDR-Meister im Turmspringen. Den Höhepunkt seiner Laufbahn erreichte er 1968, als er sowohl die Freilufttitel von Turm und 3-m-Brett, als auch die Hallenmeisterschaften vom 1-m- und 3-m-Brett gewann. Vom 3-m-Brett zeigte er als Einziger einen anderthalbfachen Salto vorwärts mit dreifacher Schraube, der damals mit der Schwierigkeit 2,9 als einer der schwersten Sprünge der Welt galt. Mit hohen Erwartungen reiste Sperling im gleichen Jahr zu den Olympischen Sommerspielen in Mexiko-Stadt, belegte dort aber nur einen 20. Rang, die schlechteste Platzierung bei seinen drei Olympiateilnahmen. 1960 hatte er Platz 5 erreicht, 1964 qualifizierte er sich nur äußerst knapp für das damalige gesamtdeutsche Olympiateam, wurde aber vom Turm in Tokyo 7.
Sperlings größter internationaler Erfolg blieb somit der 2. Platz bei den Europameisterschaften 1962.
Im Jahr 2004 gewann Sperling bei den 10. FINA World Masters Championships in seiner Altersklasse und stellte dabei mehrere Masters Weltrekorde auf.

## Privatleben

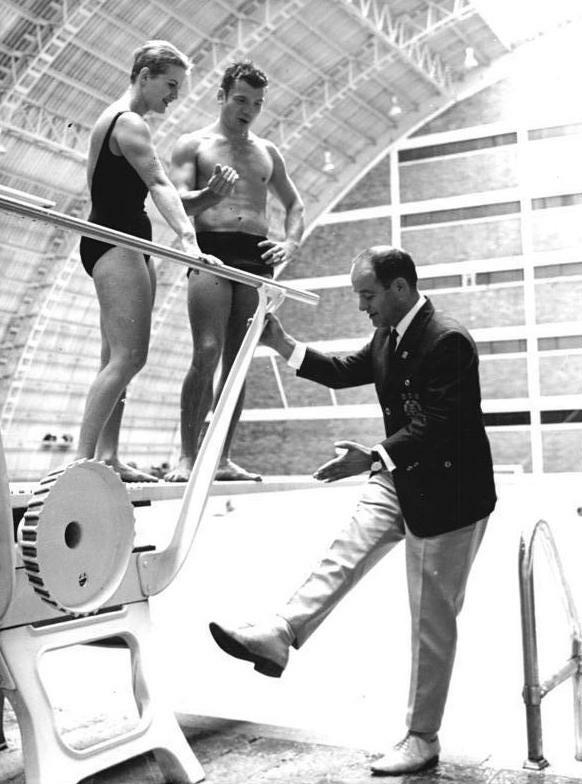
Olympische Sommerspiele 1968, mit Ingrid Gulbin und Max Kienast.

Sperling ist Mediziner und promovierte 1969 in Leipzig mit einer Arbeit zur Erkrankungshäufigkeit in Kindergärten.

## Sportliche Erfolge

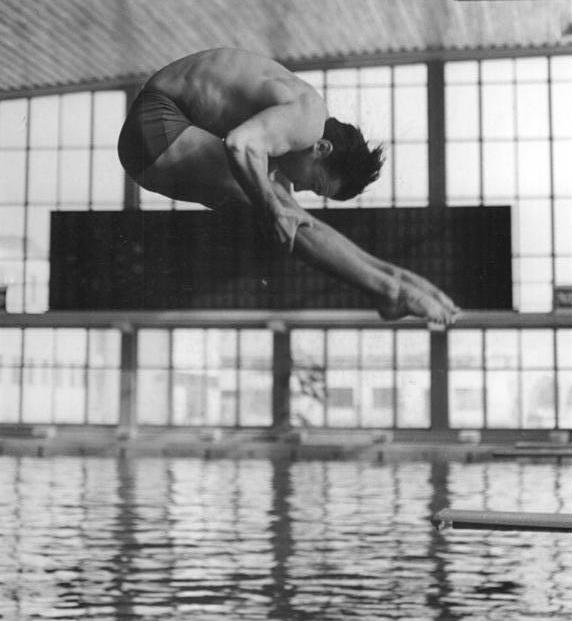
Hallenmeisterschaften 1968

### Olympische Spiele
- 1960 Rom – 5. Platz, Turm
- 1964 Tokyo – 7. Platz, Turm, 14. Platz, 3-m-Brett
- 1968 Mexiko-Stadt – 20. Platz, Turm

### Europameisterschaften
- 1962, 2. Platz, Turm

### Nationale Meisterschaften
- 1958–1965, DDR-Meister, Turm
- 1958 3. Platz, 3-m-Brett
- 1962 2. Platz, 3-m-Brett
- 1965 3. Platz, 3-m-Brett
- 1967–1968, DDR-Meister, Turm
- 1967 Hallenmeister, 3-m-Brett
- 1968 DDR-Meister, 3-m-Brett
- 1968 Hallenmeister der DDR, 1-m-Brett
- 1970 2. Platz Hallenmeisterschaften, Turm
- 1971 2. Platz, Turm